# St. Johannes der Täufer (Eldratshofen)

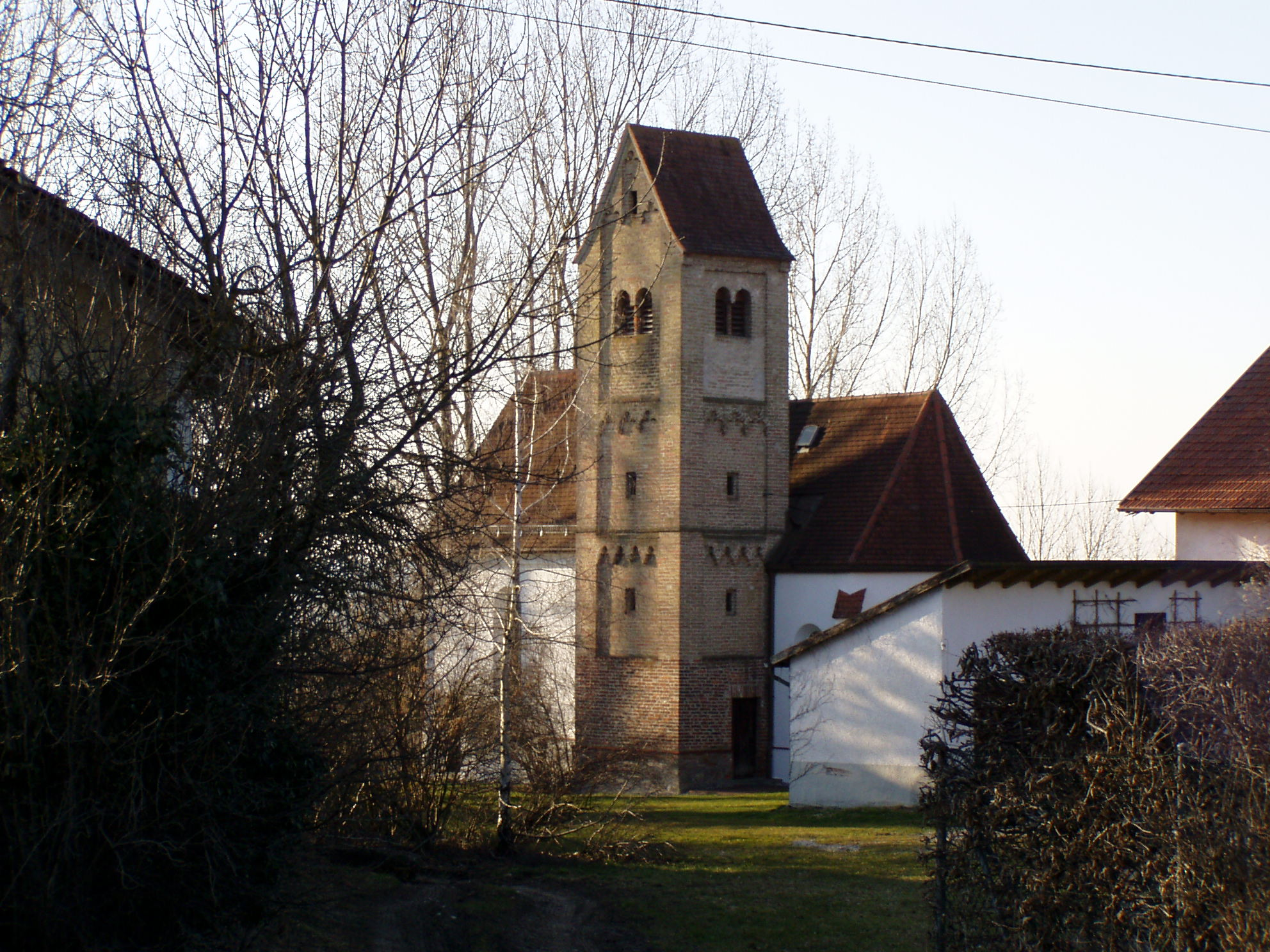
St. Johannes der Täufer in Eldratshofen

Die römisch-katholische Filialkirche St. Johannes der Täufer steht in Eldratshofen, einem Gemeindeteil des Marktes Kaltental im schwäbischen Landkreis Ostallgäu von Bayern. Das denkmalgeschützte Bauwerk ist in der Liste der Baudenkmäler in Kaltental unter der Nr. D-7-77-141-14 eingetragen.

## Beschreibung
Die Saalkirche wurde in der zweiten Hälfte des 15. Jahrhunderts errichtet und in der Mitte des 18. Jahrhunderts umgestaltet. Sie besteht aus einem Langhaus, einem eingezogenen, von Strebepfeilern gestützten Chor mit Fünfachtelschluss im Osten und einem Chorflankenturm aus unverputzten Backsteinen an der Südwand des Chors, der quer mit einem Satteldach bedeckt ist. Sein oberstes Geschoss beherbergt hinter den als Biforien gestalteten Klangarkaden den Glockenstuhl. 
Der Innenraum des Langhauses ist mit einer Flachdecke überspannt, der des Chors mit einem Stichkappengewölbe. Die im 18. Jahrhundert angefertigten Fresken zeigen Johannes den Täufer. Der Hochaltar stammt angeblich aus Georgenberg, einem Ortsteil von Germaringen, die Seitenaltäre angeblich aus Obergermaringen.